# 大友昇平
大友 昇平（おおとも しょうへい、1980年 - ）は、ボールペン画で知られる日本のイラストレーター。漫画家・大友克洋の実子である。

## 来歴

### 生い立ち
大友昇平は1980年に、東京都武蔵野市で生まれた。
彼は3、4歳の頃から毎日のように絵を描いていて、将来は絵描きになろうと考えていた。父の克洋は彼に絵のアドバイスやレッスンをせず、彼は 「父親の影響を受けるつもりはなかったが、今では自分の作品にその影響が見られる」と、父の画風の影響を受けないようにすることに失敗したと述べている。

### キャリア
多摩美術大学在学中に油絵を学んだが 、油絵の具が高価なため、ボールペンに切り替えてボールペン画を制作した。鉛筆では銀色の仕上がりになってしまうため、鉛筆よりもボールペンを好んで使うようになった。
彼の最初の美術展は2000年代初頭にアメリカのカンザスシティのDalArtsギャラリーで行われた 。
2012年にはオーストラリアで初の美術展となるFool's Paradiseを開催した。
2017年には、オーストラリアで3回目のギャラリー展を開催した。
オーストラリアのBackwoods Galleryのギャラリー・ディレクター、アレクサンダー・ミッチェルは、大友を「私が知っている中で最も才能のある人」と呼び、「彼の技術は信じられないほどで、作品は完璧で、彼のイメージは畏敬の念を抱かせるものだ」と語った。
2023年時点で、神奈川県小田原市在住。メルボルンにもよく滞在する。

## 作風
ボールペンは「どこでも80円くらいで買える普通のボールペン」を使っている。また、色を塗るときには、油性マーカーを使う。
ドローイングは板紙に描いているが、日本のあるギャラリーの展覧会では、人体模型にアクリル絵の具を塗ってライブスケッチをしていた。
イラストの制作には最大で1ヶ月かかり、その80%は計画、スケッチ、描き直しに費やす 。
2017年にオーストラリアで開催された展覧会では、彼は初めて彫刻を使用した。彼は力士をデザインし、それをタトゥーのようなグラフィックでイラスト化した。
大友の作品は、日本の伝統芸術である浮世絵への言及と、世界が日本に対して抱いているステレオタイプを融合させたものである。
作品には、伝統と進歩、東洋と西洋、秩序と混沌など、相反する概念の間の緊張感が込められている。彼の作品は、彼が「息苦しい」と感じる東京の生活でのストレスからインスピレーションを受けている。
大友のイラストは、ハイパーリアリズムにサイバーパンクの要素を加えたものとされている。
人物を描くときはゴーグルで目を隠すことが多いが、これは「目を出すとキャラクターの存在感が絵を圧倒してしまうから」という理由からである。
彼の作品には、黒、白、赤の3色しか使われていないが、これは日本古来の化粧に使われていた色の組み合わせからヒントを得たものだと語っている。「赤、黒、白の3色は、赤い口紅、お歯黒、そして白粉だけである」。